# Cattedrale di San Giuseppe (Tientsin)
La cattedrale di San Giuseppe, nota anche come Chiesa Xikai, è una chiesa cattolica di rito romano situata nel distretto commerciale (ex concessione francese) di Tientsin, in Cina. Si trova all'estremità meridionale di Binjiang Dao ( 滨江道  ) nel distretto di Heping . La cattedrale è una delle strutture storiche tutelate della città. La chiesa fu costruita nel 1913 ed è la più grande chiesa cattolica romana di Tientsin.

## Storia
Nel 1912 la Santa Sede con il breve Nobis in hac di papa Pio X, creò Il vicariato apostolico di Ce-li marittimo ricavandone il territorio dal vicariato apostolico di Ce-li settentrionale (oggi arcidiocesi di Pechino). La casa vescovile di Tianjin si trovava vicino al fiume Sancha presso la chiesa di Wanghailou, e il primo vicario apostolico fu Paul-Marie Dumond della Congregazione della Missione.
Nell'agosto 1913 iniziarono i lavori di costruzione e ogni mattone doveva essere spedito dalla Francia. Nel giugno del 1916, l'edificio fu completato e divenne la cattedrale della diocesi cattolica romana di Tianjin . Successivamente, il vescovo Paul-Marie Dumond inaugurò la scuola elementare di San Giuseppe (attuale Scuola Media n.21 Tientsin). In seguito nacque anche la Scuola di Giurisprudenza di San Giuseppe e l'Ospedale Cattolico (ora Ospedale di Ostetricia e Ginecologia di Tientsin).
All'inizio della costruzione, la concessione francese fu incaricata di realizzare una caserma di polizia nell'area. Il 20 ottobre 1916, tuttavia, la polizia di stanza francese fu costretta a disarmare dalle forze dell'ordine cinesi che controllavano il ponte provocando massicce proteste pubbliche in città. Il 23 agosto 1966, le Guardie Rosse attaccarono la zona,  tre torri furono distrutte e non furono ricostruite fino agli anni '80.
Anche il terremoto di Tangshan del 1976 causò alcuni danni. Due torri furono gravemente danneggiate e le riparazioni non iniziarono fino al 1979. I lavori furono completati nell'autunno del 1980 quando fu celebrata la riapertura ufficiale. Nell'agosto 1991 la cattedrale è stata inserita nell'elenco di strutture culturali di Tientsin da proteggere. Ad oggi, la chiesa è ancora la più grande chiesa cattolica nell'area metropolitana di Tientsin.

## Architettura

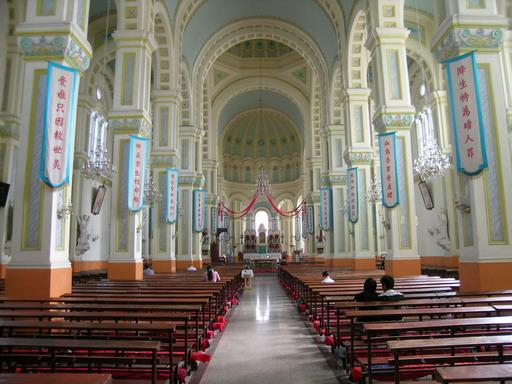
Interno della Cattedrale di Xikai

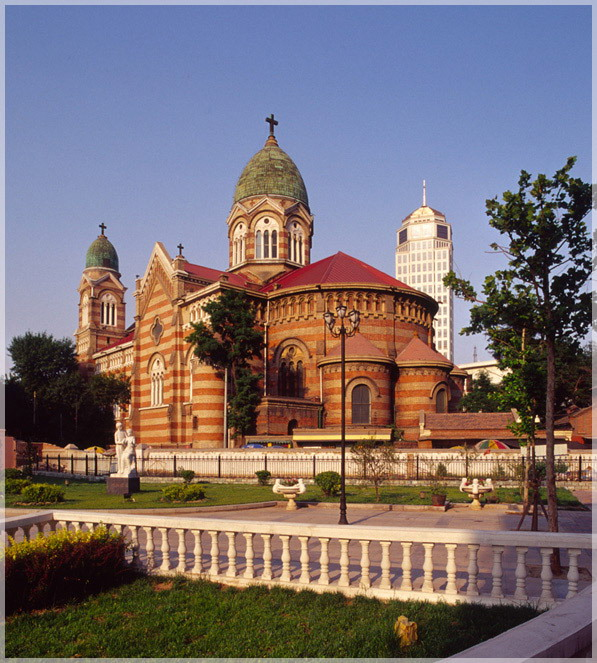
Profilo della Cattedrale

La cattedrale è la più grande chiesa romanica della Cina settentrionale, con una superficie di 1891,95 metri quadrati e può ospitare 1.500 persone. Il tetto della cupola è ricoperto di rame verde, sostenuta da una struttura in legno e sormontata da una croce di bronzo. In principio il vescovo si rifiutò di installare un parafulmine sulla cupola, ma 50 anni dopo fu aggiunto.  Le pareti sono composte da piastrelle rosse e gialle alternate, lungo i lati sono presenti due rosoni oltre a trifore e grandi vetrate, all'interno è invece possibile osservare alcuni grandi dipinti e l'organo a canne. L'ingresso è costituito da due porte, originariamente pensate per consentire a uomini e donne di entrare attraverso porte separate.
L'interno è basato su stili di architettura francese e romana. La lunga navata principale è fiancheggiata da 14 grandi colonne (due file di sette). La navata centrale presenta un portico laterale composito sovrapposto, sorretto da piani semicircolari. L'alta cupola centrale è costituita da un tetto a tamburo ottagonale che completa le finestre ottagonali in tutta la chiesa. Le finestre laterali sono vetrate con intarsi dipinti. Murali dipinti e decorati, raffiguranti scene bibliche, ricoprono le pareti.

## Attività religiose
Ci sono due parrocchie di Nostra Signora della Cina, Tientsin (OLCTJ) che celebrano in questa cattedrale in cinese e in inglese.
Ogni mattina la parrocchia cinese tiene una messa, offrendo anche servizi di sabato e domenica.
La parrocchia di lingua inglese, nata nel 2007 da padre Joseph Loftus, celebra ogni domenica alle 11:30, a cui si aggiungono le messe per celebrare le varie festività. Con la nascita di questa parrocchia, i celebranti stranieri di lingua inglese hanno creato un Consiglio per gestire tutte le attività parrocchiali tra cui un ministero della musica, un gruppo giovanile, un gruppo di preghiera del rosario, uno per la preparazione dei pasti di fratellanza, uno per il cammino di catechesi degli adulti e uno per la beneficenza e assistenza dei bisognosi. Inoltre la parrocchia inglese si è impegnata nel sostegno verso gli orfani.

## Galleria d'immagini

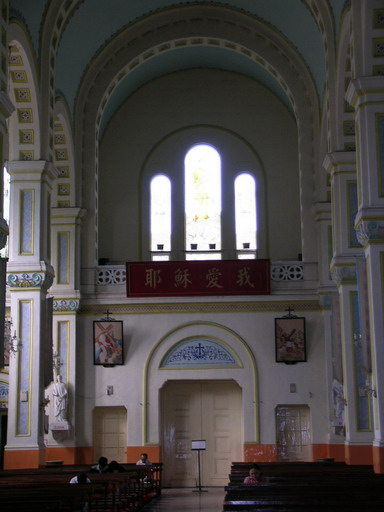
Interno della chiesa, vista posteriore
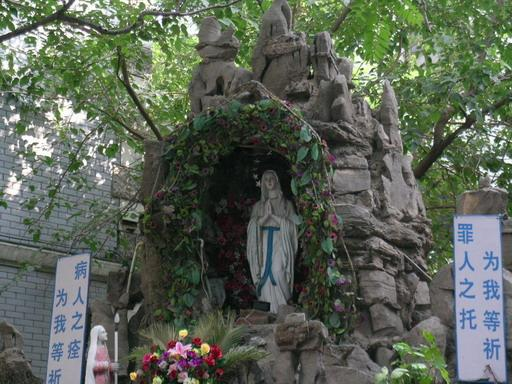
Vergine Maria fuori dalla Chiesa
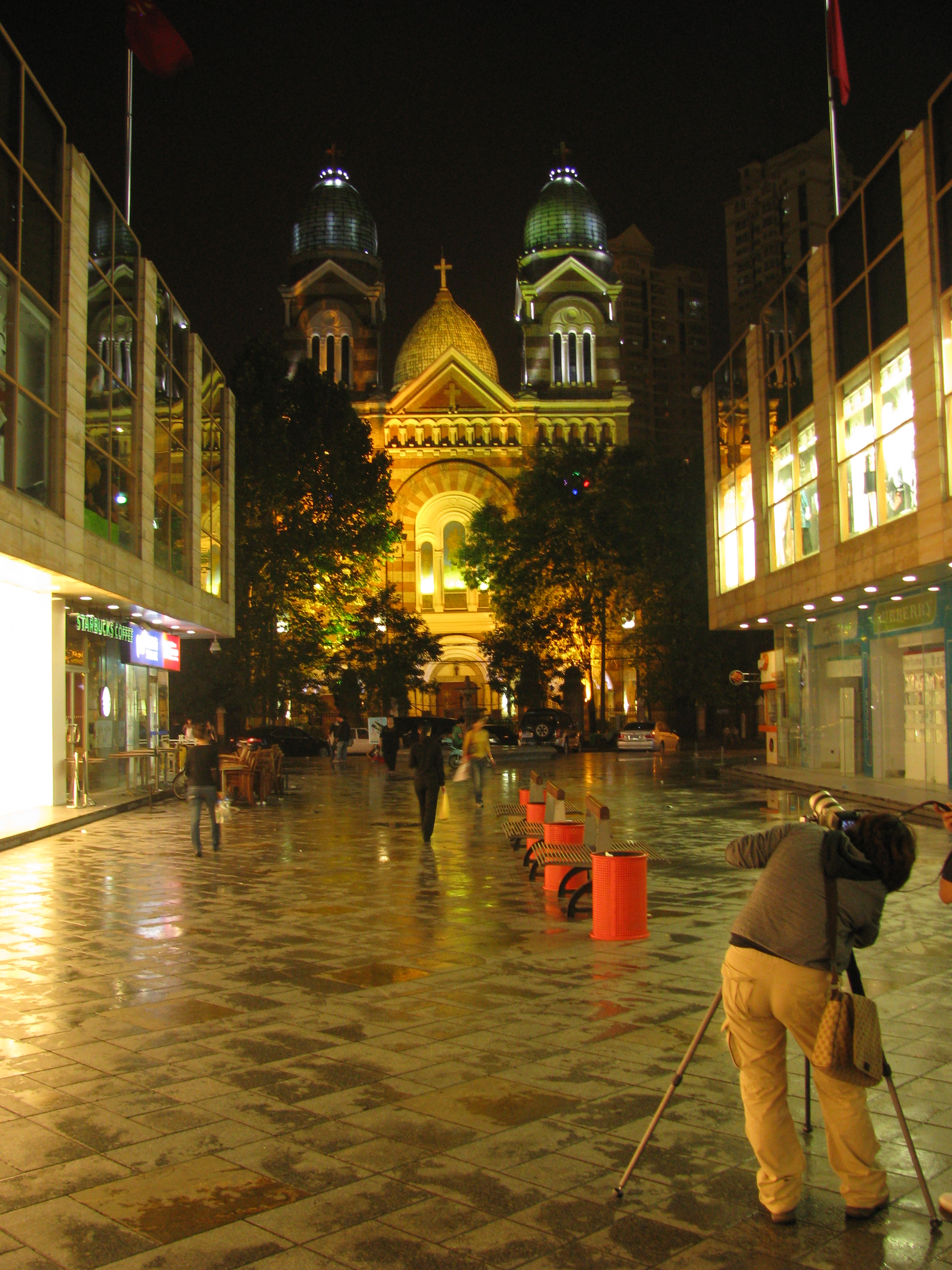
Vista notturna
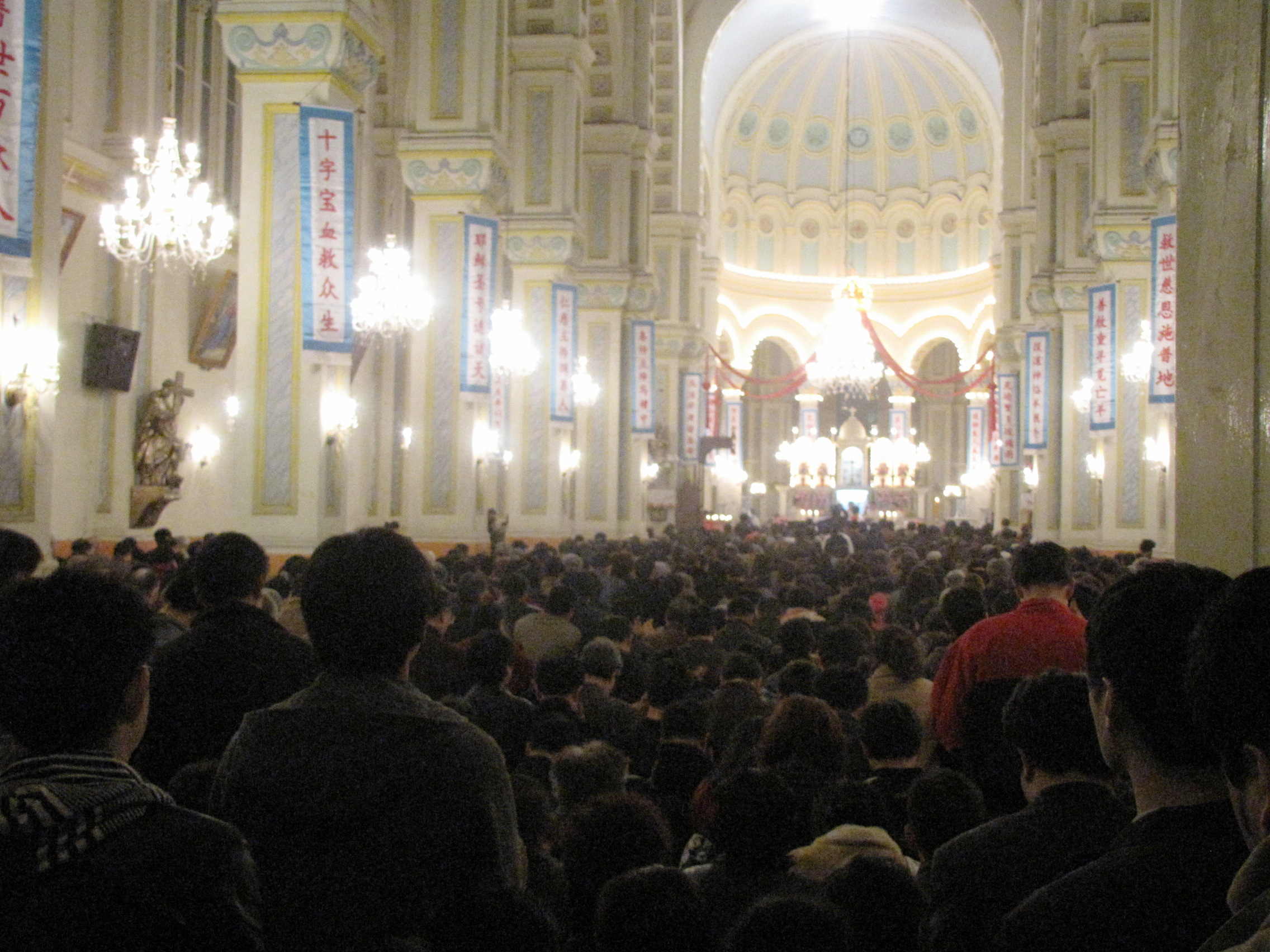
2010 Pasqua